# Tomasz Bednarek (aktor)
Tomasz Bednarek (ur. 29 grudnia 1969 w Pleszewie) – polski aktor, prezenter telewizyjny i radiowy.

## Życiorys
W 1992 ukończył studia we wrocławskiej filii PWST w Krakowie. W latach 1992–1995 był aktorem Teatru Miejskiego w Gdyni, współpracował też krótko z Teatrem Współczesnym w Szczecinie. Występował również w wielu warszawskich teatrach, m.in. w Na Woli, Żydowskim, Ochoty, Bajka, Kamienica, Stanisławowskim i Capitol, a także w berlińskim Hebbel Theater.
Ma na koncie wiele ról filmowych (Amok, Ogniem i mieczem, Łowcy skór, Spona, Serce gór) i telewizyjnych (Dom, Radio romans, Sława i chwała, Na Wspólnej, Oficer). Od 1997 występuje w roli Jacka Boreckiego w serialu Klan. Jest aktorem dubbingowym, znanym m.in. z ról głosowych w filmach i serialach Shrek, Tabaluga czy Gwiezdne wojny.
Wystąpił w teledysku grupy Firebirds do utworu „24 zachody słońca” (1996). Prowadził teleturniej pt. Zabawy językiem polskim w TVP1. Uczestniczył w trzeciej edycji programu rozrywkowego Jak oni śpiewają w telewizji Polsat. Od maja do grudnia 2013 prowadził program „Stolica Kultury” w Radiu Vox FM, od 2 grudnia 2013 był gospodarzem audycji „Projekt Kultura” w Radiu Plus, a następnie został prowadzącym pasmo muzyczne Przeboje z nutą Nostalgii w tej rozgłośni. Był prowadzącym podróżniczy program 1000 miejsc w Polsce, które musisz zobaczyć w Fokus TV. Od 11 września 2016 prowadzi program podróżniczy Zakochaj się w Polsce w TVP.
Był żonaty z aktorką głosową Elżbietą Kopocińską, z którą ma synów: Krzysztofa i Adama.

## Spektakle teatralne
- 1992: Pastorałka jako Wołe, Dameta (reż. Jarosław Kilian)
- 1993: Zemsta jako Mularz Michał Kafar (reż. Zbigniew Bogdański)
- 1993: Lilla Weneda jako jeden z chóru (reż. Adam Hanuszkiewicz)
- 1993: Ferdydurke jako Pyzo (reż. Waldemar Śmigasiewicz)
- 1994: Paragraf 22 jako Clevinger, Pacjent (reż. Tomasz Obara)
- 1994: Ania z Zielonego Wzgórza jako Gilbert (reż. Piotr Bogusław Jędrzejczak)
- 1995: Zagłada jako Walek (reż. Klaus R. Mai)
- 1995: Przygody Tomka Sawyera jako Sid (reż. Marek Obertyn)
- 1995: Śpiąca królewna jako królewicz (reż. Bogusław Kierc)
- 1995: Romeo i Julia jako Benvolio (reż. Anna Augustynowicz)
- 1995: Piaf, przedstawienie impresaryjne jako Louis; Paul Hoetai; Theo (reż. Jan Szurmiej)
- 2006: Sedno nie jest jedno (reż. Arkadiusz Jakubik)
- 2011: Ptaszek – „Teatr Kamienica” (reż. Robert Talarczyk)
- 2012: Szwedzki stół – „Teatr Capitol” (reż. Robert Talarczyk)
- 2012: Stróż Niebieski – „Teatr Stanisławowski” (reż. Jacek Bończyk)
- 2016: Kochanie na kredyt (reż. Olaf Lubaszenko)
- 2018: Selfie.com.pl (reż. Maria Seweryn)
- 2021: Wieczór Panieński plus (reż. Maria Seweryn)

## Filmografia
- 1980–2000: Dom jako stoczniowiec (odc. 16), kolega Joli i sprawca jej ciąży (odc. 24)
- 1993: Powrót
- 1994: Radio Romans jako Stefan Chocholak
- 1996: Autoportret z kochanką jako partner męża Diany
- 1996: Ekstradycja 2 jako dziennikarz prowadzący konferencję prasową Halskiego (odc. 9)
- od 1997: Klan jako Jacek Borecki
- 1997: Marion du Faouet (Francja) jako Jeannot Penhoay
- 1997: Ksiądz Marek
- 1997: Dziennikarze jako dziennikarz
- 1997: Ketchup Schroedera
- 1997: Koncert jako Werba
- 1998: Spona jako Marcin „Ciamcia” Ciamciara (głos)
- 1998: Ekstradycja 3 jako dziennikarz (odc. 1, 5, 9)
- 1998: Amok jako Makler
- 1998: Sława i chwała jako Hubert Huby (odc. 5-7)
- 1998: Gwiezdny pirat jako dziennikarz radiowy (głos) (odc. 1)
- 1999: Ogniem i mieczem (film) jako dworzanin
- 2000: Ogniem i mieczem (serial telewizyjny) jako dworzanin
- 2002: Samo życie jako lekarz ginealog
- 2003: Łowcy skór jako dziennikarz Marek Piotrowski
- 2004: Serce gór jako Duncan
- 2005–2007: Na Wspólnej jako szef agencji reklamowej, w której pracuje Kinga Brzozowska (odc. 521, 524, 526, 530, 537-538, 542, 549-550, 553-554, 558-559, 561, 582-583, 608-609, 615, 617-618, 633-634, 655, 657, 671, 679, 713, 718, 784)
- 2005: Oficer jako policjant nad Wisłą (odc. 11)
- 2006: Hindenburg-Titanic of the skies jako KPT. Samt (Wlk. Brytania)
- 2007: Stalin-Behind closed door jako Gustaw Hilger (Wlk. Brytania)
- 2008: Pierwsza miłość jako Robert Drab, adwokat Andrzeja Pałkowskiego
- 2008: Kulisy II wojny światowej jako asystent Ribbentropa
- 2011: Instynkt jako Lesław Kremer (odc. 8)
- 2012: Ścierwodziad: Początek jako policjant
- 2014: Na krawędzi 2 jako lekarz (odc. 8–11, 13)
- 2015: Ojciec Mateusz jako Marek Karpiuk (odc. 169)
- 2016: Rodzinka.pl jako właściciel domu (odc. 184)
- 2017: Przyjaciółki jako szef kancelarii (odc. 113)
- 2020: #Kwarantanna jako Seba Kądziela (odc. 1-5)
- od 2021: Mecenas Porada jako prawnik ubezpieczyciela (odc. 5), adwokat szpitala (odc. 10)

## Polski dubbing
- 1981–1989: Smerfy –
  - Smerf Dzikus (w sezonie 9 i większości 7)
  - Smerf Poeta (w sezonie 4, 9, większości 7 i nowej wersji dubbingu sez. 1 i 2)
  - Smerf Zgrywus (w sezonie 9 i nowej wersji sezonu 1 i 2)
- 1983: Dookoła świata z Willym Foggiem jako Bully (wersja VCD)
- 1984–1985: Tęczowa kraina jako Brian
- 1986–1987: Mój mały kucyk
- 1988: Złych czterech i pies Huckleberry jako Finky
- 1990–1991: Muminki jako Hirek – siostrzeniec Inspektora
- 1990: Piotruś Pan i piraci jako Bliźniak pierwszy
- 1991–1992: Eerie, Indiana
- 1992–1997: Kot Ik! jako różne głosy (m.in. Puffy, Prezydent, Gushi, Huckleberry, Jib (odc. 29), Hank (oprócz odc. 29))
- 1994: Prowincjonalne życie
- 1994: Asterix podbija Amerykę
- 1994–1998: Świat według Ludwiczka
- 1994–1998: Spider-Man jako Richard Fisk, Mały Lonnie Thompson Lincoln
- 1994–1998: Magiczny autobus jako Producent
- 1994: Superświnka jako Radford Tammack
- 1995–1998: Timon i Pumba jako dzięcioł niszczący drzewo do drzemki (odc. „Trochę krzyku w Mozambiku”)
- 1995–1996: Maska jako różne głosy (m.in. Pit, Ace Ventura)
- 1995: Księżniczka Tenko
- 1996–2004: Hej Arnold! jako Tomi
- 1996–2003: Tabaluga jako Tabaluga
- 1996: Miłość i wojna
- 1996–1997: Prawdziwe przygody Jonny’ego Questa jako Hadji
- 1997: Myszorki na prerii jako Klapacz
- 1997–1998: Przygody Olivera Twista
- 1997–1998: Dzielne żółwie: Następna mutacja jako Michealangelo
- 1997–2004: Johnny Bravo jako majtek na starej łajbie, na którą przypadkowo trafił Johnny Bravo (odc. „Pyskaty Moby”)
- 1997–2001: Teletubisie jako Dipsy
- 1998: Teknoman
- 1998: O wielkim wstydzie w Czternaście bajek z Królestwa Lailonii Leszka Kołakowskiego jako Rio
- 1998: Dawno temu w trawie jako Flik
- 1998–2006: Will & Grace jako Jack
- 1998–2004: Atomówki jako dziennikarz Brian z odcinka „Film dokumentalny: Z życia Atomówek”
- 1998: Zima w Wiklinowej Zatoce jako  Bartek
- 1998–2007: Świat Elmo jako Elmo
- 1999: Muppety z kosmosu jako Bansen
- 1999: Król sokołów
- 1999: Ed, Edd i Eddy jako Rolf
- 2000–2003: X-Men: Ewolucja jako:
  - Lance „Avalanche” Alvers,
  - Właściciel wytwórni „Power8” (odc. 36 „Metamorfoza”)
- 2000–2002: Owca w Wielkim Mieście
- 2000: Spotkanie z Jezusem (wersja telewizyjna)
- 2000: Nowe szaty króla
- 2001: Zakochany kundel II: Przygody Chapsa jako Francois
- 2001: Mroczne przygody Billy’ego i Mandy jako:
  - Tatuś Elf (odc. I Ty możesz zostać karłem!),
  - Profesor Gaylord (odc. Zabawki to zabawki),
  - Nigel Planter (odc. Zakochany czarownik),
  - Lazlow (odc. Zabawki to zabawki),
  - Jurajska Kreatura #2 (odc. Zabawki to zabawki),
  - Dzieciak na pchlim targu (odc. Czekoladowy marynarz),
  - Czekoladowi marynarze (odc. Czekoladowy marynarz)
- 2001: Shrek jako Ciastek
- 2001–2003: Strażnicy czasu jako Larry 3000
- 2002–2006: Jimmy Neutron: mały geniusz jako Sheen
- 2002–2005: Co nowego u Scooby’ego?
- 2002–2004: Pan Andersen opowiada
- 2002: Król Maciuś Pierwszy jako Felek
- 2002: Kryptonim: Klan na drzewie jako Numer 4, Heinrich (seria 4 i 5)
- 2002: Gwiezdne wojny: część II – Atak klonów jako Anakin Skywalker
- 2003: Kot w kapeluszu jako Ryba
- 2003: Bionicle: Maska światła jako Takua
- 2003–2005: Gwiezdne wojny: Wojny klonów jako Anakin Skywalker
- 2003: Old School: Niezaliczona
- 2003–2004: Megas XLR jako Argo (odc. 9, 19)
- 2004: Atomowa Betty jako Sparky
- 2004: Dom dla Zmyślonych Przyjaciół pani Foster jako Rysiu
- 2004–2007: Kod Lyoko jako Ulrich Stern
- 2004: Shrek 2 jako Ciastek
- 2004: Rogate ranczo jako Olek
- 2004: Żony ze Stepford
- 2004: Transformerzy: Wojna o Energon jako Jetfire
- 2004: Yu-Gi-Oh! Ostateczne starcie
- 2005: Bratz jako Dylan
- 2005: Przygody Goździka Ogrodnika
- 2005: Gwiezdne wojny: część III – Zemsta Sithów jako Anakin Skywalker
- 2005: B-Daman jako Wen
- 2005: Harcerz Lazlo jako Lazlo
- 2005: Transformerzy: Cybertron jako Jetfire
- 2005: Mały wojownik jako Jason
- 2005: Madagaskar jako Mort
- 2005: Czerwony Kapturek – prawdziwa historia
- 2005: Mój partner z sali gimnastycznej jest małpą jako
  - Eurypides Szarkowski,
  - Mrówka James
- 2005: Brothers in Arms: Road to Hill 30 – Obi
- 2006: Heroes of Might and Magic V jako Nikolaj
- 2006: Sposób na rekina jako Percy/Maniek
- 2007: Król Maciuś Pierwszy jako Felek
- 2007: Supercyfry jako Cyfra 8
- 2007: Koń wodny: Legenda głębin jako Charlie MacMorrow
- 2007: Pada Shrek jako Ciastek
- 2007: Alvin i wiewiórki jako Ian
- 2007–2010: ICarly –
  - Wujek Shayów,
  - Pan Chambers,
  - Detektyw 1 (odc. 20),
  - Nauczyciel BrainWorld (odc. 21),
  - Wujek Dorfman (odc. 22),
  - Policjant FBI (odc. 25),
  - Klient Restauracji Garnku Chili (odc. 28),
  - Francuski Komik (odc. 30–32),
  - Masażysta (odc. 31),
  - Scenarzysta Totalnej teri (odc. 46),
  - Menedżer Shelby Marx (odc. 49–50),
  - Jeden ze Skazańców (odc. 51)
- 2007: Wiedźmin –
  - Julian,
  - Zygfryd,
  - Klawisz Siemko,
  - Zelest Mecht,
  - Kuzyn Remerot,
  - Wojownik Salamander
- 2007: Film o pszczołach jako Adam
- 2007: Shrek Trzeci jako Ciastek
- 2007: Don Chichot
- 2008: Dzielny Despero jako Despero
- 2008: Madagaskar 2 jako Mort
- 2008: Mass Effect jako Richard L. Jenkins
- 2008: Gwiezdne wojny: Wojny klonów jako Anakin Skywalker
- 2008: Kung Fu Panda jako Żuraw
- 2008: Power Rangers: Furia dżungli jako Dominic
- 2008: Viva High School Musical Meksyk: Pojedynek
- 2008–2009: Troo jako Kobra (odc.22)
- 2008-2015: Pingwiny z Madagaskaru jako Mort
- 2009: Edek Debeściak –
  - Czaruś
  - Szkot
  - Dr Szkopek (odc.3a)
- 2009: Mam rakietę jako Rakieta
- 2009: Podniebny pościg jako Nick Burns
- 2009: Planeta 51 jako dziennikarz
- 2009: Star Wars: The Clone Wars – Republic Heroes jako Anakin Skywalker
- 2010: Jak wytresować smoka
- 2010: Mass Effect 2 jako
  - Kal’Reegar,
  - Sierżant Haron,
  - Opiekun terenów Prezydium
- 2010: H2O – wystarczy kropla jako Zane Bennet (odc. 53, 55–57, 59)
- 2010: Shrek Forever jako Ciastek
- 2010: Zakochany wilczek jako Paddy
- 2011: Kung Fu Panda 2 jako Żuraw
- 2010: Planeta Sheena jako Sheen
- 2011: Garfield jako Nermal (odc. 27–52)
- 2011: Skylanders: Spyro’s Adventure jako Dino-Rang i Drill Sergeant
- 2011: The Elder Scrolls V: Skyrim
- 2011: Wiedźmin 2: Zabójcy królów jako
  - Zygfryd,
  - Sztycha Bartok,
  - Mistrz Baltimore
- 2012: Skylanders: Giants jako Dino-Rang i Drill Sergeant
- 2012: Hotel Transylwania jako Griffin, niewidzialny człowiek
- 2012: Żółwik Sammy 2
- 2012: Madagaskar 3 jako Mort
- 2013–2014: Musical Elma jako Elmo
- 2014: Powstanie warszawskie
- 2014: Listonosz Pat i wielki świat jako Kuba Powiatowy
- 2015: Pingwiny z Madagaskaru jako Mort
- 2015: Hotel Transylwania 2 jako Griffin - niewidzialny człowiek
- 2016: Kung Fu Panda 3 jako Żuraw
- 2017: Star Wars: Siły przeznaczenia jako Anakin Skywalker
- 2017: Jedenastka (serial telewizyjny) jako Diego Guevara
- 2017: Azyl (film 2017)
- 2018: Niepodległość (film)
- 2018: 29 (film) jako kameleon, żołądek, koło ratunkowe
- 2018: Hotel Transylwania 3 jako Griffin - niewidzialny człowiek
- 2018: Pszczółka Maja: Miodowe igrzyska jako Karol
- 2021: Smerfy jako:
  - Poeta,
  - Pasibrzuch (odc. 1)
- 2022: Obi-Wan Kenobi jako Anakin Skywalker
- 2023: Ahsoka jako Anakin Skywalker